# Liste des administrateurs coloniaux au Tchad

## Administrateurs duTchad
Listes des administrateurs coloniaux au Tchad.
| Période                                                                  | Titulaire                                                           | Notes                                  |
| ------------------------------------------------------------------------ | ------------------------------------------------------------------- | -------------------------------------- |
| Souveraineté française                                                   |                                                                     |                                        |
| du 5 septembre 1900 au 10 octobre 1900                                   |                                                                     |                                        |
| Sous l'autorité du lieutenant-gouverneur de l'Oubangui-Chari-Tchad       |                                                                     |                                        |
| du 10 octobre 1900 à 1901                                                | Georges Destenave, commandant                                       |                                        |
| de 1901 à 1901                                                           | Émile Julien, commandant                                            |                                        |
| de 1902 à 1904                                                           | Victor Emmanuel Largeau, commandant                                 | 1er terme                              |
| de 1904 à 1906                                                           | Henri Gouraud, commandant                                           |                                        |
| de 1906 à 1908                                                           | Victor Emmanuel Largeau, commandant                                 | 2e terme                               |
| de 1908 à 1909                                                           | Constant Millot, commandant                                         |                                        |
| du 6 octobre 1909 au 15 janvier 1910                                     | Henri Moll, commandant                                              |                                        |
| Incorporé à l'Afrique-Équatoriale française                              |                                                                     |                                        |
| du 15 janvier 1910 à 1910                                                | Henri Moll, commandant                                              |                                        |
| de 1910 à 1911                                                           | Joseph Édouard Maillard, commandant                                 |                                        |
| de 1911 à 1912                                                           | Victor Emmanuel Largeau, commandant                                 | 3e terme                               |
| de 1912 à 1912                                                           | James Édouard Hirtzman, commandant                                  |                                        |
| de 1912 à 1913                                                           | Gabriel Julien Joseph Briand, commandant                            | 1er terme                              |
| de 1913 à 1915                                                           | Victor Emmanuel Largeau, commandant                                 | 4e terme                               |
| de 1915 à 1916                                                           | Gabriel Julien Joseph Briand, commandant                            | 2e terme                               |
| de 1916 à 1918                                                           | Clément Léon Martelly, commandant                                   |                                        |
| de 1918 au 17 mars 1920                                                  | Albert Ducarré, commandant                                          |                                        |
| du 10 août 1920 au 30 janvier 1923                                       | Fernand Marie Joseph Antoine Lavit, lieutenant-gouverneur           |                                        |
| du 30 janvier 1923 à 1925                                                | Dieudonné Reste, lieutenant-gouverneur temporaire                   | 1er terme                              |
| de 1925 à 1925                                                           | Antoine Touzet, lieutenant-gouverneur                               |                                        |
| du 9 avril 1925 au 25 janvier 1926                                       | Dieudonné Reste, lieutenant-gouverneur                              | 2e terme                               |
| du 25 janvier 1926 au 13 janvier 1928                                    | Marcel de Coppet, lieutenant-gouverneur temporaire                  | 1er terme                              |
| du 13 janvier 1928 au 21 avril 1929                                      | Adolphe Deitte, lieutenant-gouverneur                               | 1er terme                              |
| du 21 avril 1929 au 22 novembre 1929                                     | Émile Buhot-Launay, lieutenant-gouverneur temporaire                | 1er terme                              |
| du 22 novembre 1929 au 14 mai 1932                                       | Marcel de Coppet, lieutenant-gouverneur temporaire                  | 2e terme                               |
| du 14 mai 1932 au 26 janvier 1933                                        | Georges David Pierre Marie Prouteaux, gouverneur temporaire délégué |                                        |
| du 26 janvier 1933 au 17 août 1934                                       | Richard Brunot, gouverneur délégué                                  |                                        |
| Sous l'autorité du gouverneur délégué pour l'Oubangui-Chari-Tchad        |                                                                     |                                        |
| du 17 août 1934 au 15 octobre 1934                                       | Richard Brunot, gouverneur délégué                                  |                                        |
| du 15 octobre 1934 au 15 avril 1935                                      | Charles Dagain, commandant de la région du Tchad                    |                                        |
| du 15 avril 1935 à février 1936                                          | Colonel Maurice Falvy, commandant de région par intérim             | Commandant du RTST                     |
| de février 1936 au 31 décembre 1937                                      | Charles Dagain, commandant de la région du Tchad                    |                                        |
| Sous l'autorité du gouverneur général de l'Afrique-Équatoriale française |                                                                     |                                        |
| du 31 décembre 1937 au 28 mars 1938                                      | Charles Dagain, Commandant du territoire du Tchad                   |                                        |
| du 28 mars 1938 à 1939                                                   | Émile Buhot-Launay, gouverneur temporaire délégué                   | 3e terme                               |
| de 1939 au 19 novembre 1938                                              | Émile Buhot-Launay, gouverneur temporaire                           |                                        |
| du 19 novembre 1938 au 12 novembre 1940                                  | Félix Éboué, gouverneur                                             |                                        |
| du 12 novembre 1940 au 30 juillet 1942                                   | Pierre-Olivier Lapie, gouverneur                                    |                                        |
| du 30 juillet 1942 au 5 novembre 1943                                    | André Latrille, gouverneur                                          |                                        |
| du 5 novembre 1943 au 27 octobre 1946                                    | Jacques Rogué, gouverneur                                           |                                        |
| Territoire d'outre-mer français                                          |                                                                     |                                        |
| du 27 octobre 1946 au 24 novembre 1948                                   | Jacques Rogué, gouverneur                                           |                                        |
| du 24 novembre 1948 au 7 juillet 1949                                    | Paul Le Layec, gouverneur                                           |                                        |
| du 7 juillet 1949 au 27 janvier 1951                                     | Henry de Mauduit, gouverneur                                        |                                        |
| du 27 janvier 1951 au 19 octobre 1951                                    | Charles Hanin, gouverneur temporaire                                |                                        |
| du 19 octobre 1951 au 19 décembre 1951                                   | François Casamatta, gouverneur temporaire                           |                                        |
| du 19 décembre 1951 au 3 novembre 1956                                   | Ignace Colombani, gouverneur                                        |                                        |
| du 3 novembre 1956 au 22 janvier 1959                                    | René Troadec, gouverneur                                            |                                        |
| République du Tchad                                                      | Autonomie                                                           | Autonomie                              |
| du 22 janvier 1959 au 11 août 1960                                       | Daniel Doustin, haut-commissaire                                    |                                        |
| 11 août 1960                                                             | Indépendance de la république du Tchad                              | Indépendance de la république du Tchad |

Pour les autorités tchadiennes après l'indépendance, voir : Présidents du Tchad

## Ambassadeurs
| De   | À    | Ambassadeur                 |
| ---- | ---- | --------------------------- |
| 1960 | 1961 | Daniel Doustin              |
| 1961 | 1962 | Hubert Argod                |
| 1962 | 1963 | René Millet                 |
| 1963 | 1968 | Guy de Commines de Marsilly |
| 1968 | 1974 | Fernand Wibaux              |
| 1974 | 1975 | Raphaël Touze               |
| 1975 | 1979 | Louis Dallier               |
| 1979 | 1982 | Marcel Beaux                |
| 1982 | 1985 | Claude Soubeste             |
| 1985 | 1989 | Dutheil de La Rochère       |
| 1989 | 1991 | François Gendreau           |
| 1991 | 1994 | Yves Aubin de La Messuzière |
| 1994 | 1997 | André Janier                |
| 1997 | 2000 | Alain du Boispéan           |
| 2000 | 2003 | Jacques Courbin             |
| 2003 | 2006 | Jean-Pierre Berçot          |
| 2006 | 2011 | Bruno Foucher               |
| 2011 | 2013 | Michel Reveyrand-de Menthon |
| 2013 | 2016 | Évelyne Decorps             |
| 2016 | 2019 | Philippe Lacoste            |
| 2019 | 2023 | Bertrand Cochery            |
| 2023 | auj. | Éric Gérard                 |